# Liste der Naturdenkmale in Eichstetten am Kaiserstuhl
| Naturdenkmale | Anzahl |
| ------------- | ------ |
| FND           | 0      |
| END           | 2      |
| Gesamt        | 2      |

Die Liste der Naturdenkmale in Eichstetten am Kaiserstuhl nennt die verordneten Naturdenkmale (ND) der im baden-württembergischen Landkreis Breisgau-Hochschwarzwald liegenden Gemeinde Eichstetten am Kaiserstuhl. In Eichstetten am Kaiserstuhl gibt es insgesamt zwei als Naturdenkmal geschützte Objekte, keines ist ein flächenhaftes Naturdenkmal (FND), alle sind Einzelgebilde-Naturdenkmale (END).
Stand: 31. Oktober 2016.

## Einzelgebilde (END)
| Name                     | Bild | Kennung     | Einzelheiten               | Position | Fläche Hektar | Datum         |
| ------------------------ | ---- | ----------- | -------------------------- | -------- | ------------- | ------------- |
| 1 Winterlinde            | BW   | 83150300001 | Eichstetten am Kaiserstuhl | ⊙        | 0,0           | 15. Apr. 1964 |
| 4 Winterlinden           | BW   | 83150300002 | Eichstetten am Kaiserstuhl | ⊙        | 0,0           | 15. Apr. 1964 |
| Legende für Naturdenkmal |      |             |                            |          |               |               |